# Смирновский (Алтайский край)
Смирновский — посёлок в Хабарском районе Алтайского края России. Входит в состав Коротоякского сельсовета.

## История
Основан в 1920 году. В 1928 году посёлок Смирновский состоял из 73 хозяйств, основное население — украинцы. Центр Смирновского сельсовета Панкрушихинского района Каменского округа Сибирского края.

## Население
| 1997 | 1998 | 1999 | 2000 | 2001 | 2002 | 2003 |
| ---- | ---- | ---- | ---- | ---- | ---- | ---- |
| 129  | ↘119 | ↗121 | ↘117 | →117 | ↗118 | ↘98  |
| 2004 | 2005 | 2006 | 2007 | 2008 | 2009 | 2010 |
| ↗100 | ↘96  | ↘83  | ↘71  | ↘64  | ↘56  | ↘54  |
| 2011 | 2012 | 2013 |      |      |      |      |
| →54  | ↘47  | ↘45  |      |      |      |      |